# Ayana Gempei
Ayana Gempei –en japonés: 源平彩南, Gempei Ayana– (1 de junio de 1996) es una deportista japonesa que compite en lucha libre. Ganó una medalla de bronce en el Campeonato Mundial de Lucha de 2018 y una medalla de plata en el Campeonato Asiático de Lucha de 2017.

## Palmarés internacional
| Campeonato Mundial  | Campeonato Mundial  | Campeonato Mundial | Campeonato Mundial |
| Año                 | Lugar               | Medalla            | Categoría          |
| ------------------- | ------------------- | ------------------ | ------------------ |
| 2018                | Budapest (Hungría)  | Medalla de bronce  | 65 kg              |
| Campeonato Asiático |                     |                    |                    |
| Año                 | Lugar               | Medalla            | Categoría          |
| 2017                | Nueva Delhi (India) | Medalla de plata   | 63 kg              |